# Slobodna riječ (Crna Gora)
Slobodna riječ, tjednik, izlazio od siječnja do studenoga 1907. godine, tiskan u Podgorici, u prva četiri svoga mjeseca izlaženja objavljivani su oporbeni stavovi u odnosu na crnogorskog kneza (izvor. knjaza)  Nikolu I. Petrovića.
"Slobodna riječ" je bila povezana s oporbenim frakcijama u Crnogorskoj narodnoj skupštini, a kako je na čelu crnogorske Vlade tada bio Andrija Radović, list je uživao financijsku potporu njegove Vlade. 
No, po smjenjivanju premijera Radovića, nova je crnogorska Vlada u travnju 1907. organizirala, preko policije i općinskih vlasti u Podgorici, akciju raspuštanja redakcijskoga odbora, pa je uređivanje lista ostalo na glavnome uredniku "Slobodne riječi" Borislavu Miniću.
Do kraja izlaženja "Slobodna riječ" nije više publicirala oporbene stavove.

## Vanjske poveznice
- "Slobodna riječ" o podizanju Mosta Kneginje Milene u Podgorici (22. kolovoz 1907.) [neaktivna poveznica]